# Pageh-Stumpfnase
Die Pageh-Stumpfnase, auch Kurzschwanz-Stumpfnase genannt (Simias concolor) ist eine Primatenart aus der Gruppe der Schlankaffen innerhalb der Familie der Meerkatzenverwandten.  

## Beschreibung
Pageh-Stumpfnasen sind große, eher schwer gebaute Affen, die mit ihren langen Armen an die kletternde Lebensweise angepasst sind. Ihr Fell ist schwarzbraun, ebenfalls schwarz ist das unbehaarte Gesicht. Als einzige Art der Unterfamilie der Schlank- und Stummelaffen hat sie einen kurzen Schwanz. Dieser ist nur rund 15 cm lang und spärlich behaart. Die kurze Nase ist nach oben gerichtet. Pageh-Stumpfnasen erreichen eine Kopfrumpflänge von rund 50 cm und ein Gewicht von 7 kg. Im Hinblick auf die Größe ihrer Eckzähne und das Gewicht weisen sie einen starken Geschlechtsdimorphismus auf.

## Lebensweise

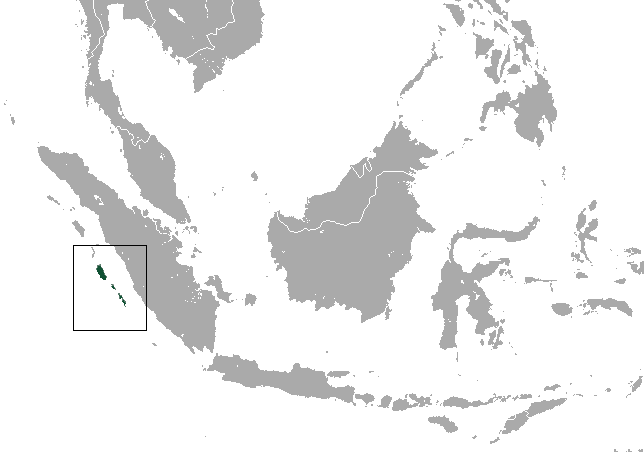
Verbreitungsgebiet der Pageh-Stumpfnase

Diese Primatenart lebt nur auf den Mentawai-Inseln bei Sumatra. Zwei dieser Inseln, Nordpagai und Südpagai (Pageh), sind ihr Hauptverbreitungsgebiet, darum auch der Name. Sie sind tagaktive Bewohner der tropischen Regenwälder und kommen nur selten auf den Boden. Sie leben in kleinen Gruppen von drei bis acht Tieren, die aus einem Männchen, einem oder mehreren Weibchen und deren Nachwuchs bestehen. Die Gruppenart hängt vermutlich von der Bestandsdichte ab, bei niedriger Dichte bilden sie Familiengruppen mit einem Weibchen, bei hoher Dichte Haremsgruppen mit mehreren Weibchen.
Die Nahrung der Tiere besteht hauptsächlich aus Blättern, in geringerem Ausmaß nehmen sie auch Früchte und Beeren zu sich. Über die Fortpflanzung ist so gut wie nichts bekannt.

## Bedrohung
Die Pageh-Stumpfnasen gehören zu den seltensten und gefährdetsten Primaten. Aufgrund ihres kleinen Verbreitungsgebietes (die Mentawai-Inselgruppe umfasst nur knapp 7000 km²) sind sie besonders anfällig für Störungen. Hauptursache der Bedrohung ist die Vernichtung des Lebensraumes durch Rodung der Regenwälder.

## Systematik
Ihr nächster Verwandter ist nicht die Gattung der Stumpfnasenaffen (Rhinopithecus), sondern der Nasenaffe. Diese Verwandtschaftsbeziehung wird aus dem Bau der Nasenknochen abgeleitet, die Ähnlichkeit mit den Stumpfnasenaffen ist nur oberflächlich. Manche Autoren rechnen die Pageh-Stumpfnase sogar in die gleiche Gattung wie den Nasenaffen und nennen sie Nasalis concolor.